# Rock With You (BoAの曲)
「Rock With You」（ロック・ウィズ・ユー）は、BoAの12枚目のシングル。

## 解説
- 日韓同時発売。
- 韓国版の収録曲はほぼ全曲が中国におけるアルバム『精選輯』に収録されている。
- C/Wは前作「DOUBLE」の英語バージョンである。また同曲の「（Instrumental）」は前作にも収録されており、さらに内容も全く同じであるため、BoAのシングル曲の中で唯一重複している曲でもある。

## 収録曲

### 日本版
1. Rock With You
  - 作詞：藤林聖子／作曲：原一博／編曲：AKIRA
  - 東芝「au CDMA 1X A5501T」CMソング
2. DOUBLE（English Version）
  - 英語詞：Emi K. Lynn
3. Rock With You（Instrumental）
4. DOUBLE（Instrumental）

### 韓国版
1. Rock With You
2. Atlantis Princess（Just FiCTiOn Mix 2003）
3. Moon & Sunrise
  - オリジナルは日本における2ndアルバム『VALENTI』に収録されている。
4. Rock With You（Instrumental）
5. Atlantis Princess（Just FiCTiOn Mix 2003）（Instrumental）
6. Moon & Sunrise（Instrumental）